# Notalina bifaria
Notalina bifaria là một loài Trichoptera trong họ Leptoceridae. Chúng phân bố ở miền Australasia.